# Extrakunia jocosa
Extrakunia jocosa là một loài bướm đêm trong họ Noctuidae.